# Lost Nation
Lost Nation és una població dels Estats Units a l'estat d'Iowa. Segons el cens del 2000 tenia 497 habitants.

## Demografia
Segons el cens del 2000, Lost Nation tenia 497 habitants, 210 habitatges, i 136 famílies. La densitat de població era de 299,8 habitants/km².
Dels 210 habitatges en un 30% hi vivien nens de menys de 18 anys, en un 52,4% hi vivien parelles casades, en un 7,6% dones solteres, i en un 34,8% no eren unitats familiars. En el 30,5% dels habitatges hi vivien persones soles el 21% de les quals corresponia a persones de 65 anys o més que vivien soles. El nombre mitjà de persones vivint en cada habitatge era de 2,37 i el nombre mitjà de persones que vivien en cada família era de 2,88.
Per edats la població es repartia de la següent manera: un 26,2% tenia menys de 18 anys, un 8,9% entre 18 i 24, un 22,1% entre 25 i 44, un 21,5% de 45 a 60 i un 21,3% 65 anys o més.
L'edat mediana era de 39 anys. Per cada 100 dones de 18 o més anys hi havia 83,5 homes.
La renda mediana per habitatge era de 31.354 $ i la renda mediana per família de 34.792 $. Els homes tenien una renda mediana de 27.708 $ mentre que les dones 20.714 $. La renda per capita de la població era de 13.933 $. Entorn del 15,4% de les famílies i el 15,3% de la població estaven per davall del llindar de pobresa.

## Poblacions més properes
El següent diagrama mostra les poblacions més properes.